# Rehab (Amy-Winehouse-Lied)
Rehab ist ein Lied der britischen Sängerin Amy Winehouse aus dem Jahr 2006. Der R&B- und Soul-Titel wurde im Oktober 2006 in Großbritannien sowie im März 2007 in den Vereinigten Staaten als erste Single aus dem Album Back to Black veröffentlicht. Es avancierte zum weltweiten Hit und gewann drei Grammy Awards.

## Hintergrund
Das Lied wurde von Winehouse selbst geschrieben und von Mark Ronson produziert. Es handelt von ihrer Weigerung, eine Rehabilitationsklinik aufzusuchen, nachdem sie von ihrem Plattenlabel und von ihrem Vater dazu ermutigt worden war. Winehouse sagte in einem Interview: „It was my old management’s idea to stick me in rehab but I’m not with them anymore and there’s not much cause for me to go to rehab now. (…) When it was suggested to me, I went to see the guy at the centre for 10 minutes just so I could say to the record company that I went.“ Später wechselte sie das Management.
Im Text werden „Ray“ (Ray Charles) und „Mr. Hathaway“ (Donny Hathaway) erwähnt. Live sang Winehouse auch manchmal „Blake“ statt Ray, in Anspielung an ihren Ex-Mann, Blake Fielder-Civil.

## Musikvideo
Das Musikvideo wurde mit Phil Griffin gedreht und im September 2006 veröffentlicht. Es zeigt, wie Winehouses Band in Schlafanzügen in einer Wohnung spielt. Im Verlauf der zweiten Strophe ist die Sängerin auch zu sehen, wie sie in der Praxis eines Psychiaters sitzt, der allerdings nicht selbst zu sehen ist. Zum Schluss sieht man Winehouse auch in dem gekachelten Raum einer Klinik, ihre Band um sich. Das Video war für das „Video of the Year“ bei den MTV Video Music Awards 2007 nominiert und wurde erstmals am 31. Mai 2007 bei Total Request Live gezeigt.

## Preise
Rehab gewann 2008 drei Grammy Awards für die „Record of the Year“, „Song of the Year“ und „Best Female Pop Vocal Performance“.

## Kommerzieller Erfolg

### Chartplatzierungen
| ChartsChartplatzierungen       | Höchstplatzierung | Wochen |
| ------------------------------ | ----------------- | ------ |
| Deutschland (GfK)              | 23 (43 Wo.)       | 43     |
| Österreich (Ö3)                | 19 (64 Wo.)       | 64     |
| Schweiz (IFPI)                 | 11 (88 Wo.)       | 88     |
| Vereinigte Staaten (Billboard) | 9 (20 Wo.)        | 20     |
| Vereinigtes Königreich (OCC)   | 7 (76 Wo.)        | 76     |

| ChartsJahrescharts (2006)    | Platzierung |
| ---------------------------- | ----------- |
| Vereinigtes Königreich (OCC) | 85          |

| ChartsJahrescharts (2007)      | Platzierung |
| ------------------------------ | ----------- |
| Österreich (Ö3)                | 68          |
| Schweiz (IFPI)                 | 38          |
| Vereinigte Staaten (Billboard) | 74          |
| Vereinigtes Königreich (OCC)   | 56          |

| ChartsJahrescharts (2008) | Platzierung |
| ------------------------- | ----------- |
| Österreich (Ö3)           | 69          |
| Schweiz (IFPI)            | 45          |

| ChartsJahrescharts (2000–2009) | Platzierung |
| ------------------------------ | ----------- |
| Österreich (Ö3)                | 21          |

### Auszeichnungen für Musikverkäufe
| Land/Region                  | Auszeichnungen für Musikverkäufe (Land/Region, Auszeichnung, Verkäufe) | Verkäufe  |
| ---------------------------- | ---------------------------------------------------------------------- | --------- |
| Belgien (BRMA)               | Gold                                                                   | 25.000    |
| Brasilien (PMB)              | Platin                                                                 | 60.000    |
| Dänemark (IFPI)              | Platin                                                                 | 15.000    |
| Deutschland (BVMI)           | Platin                                                                 | 300.000   |
| Italien (FIMI)               | Platin                                                                 | 20.000    |
| Neuseeland (RMNZ)            | 2× Platin                                                              | 60.000    |
| Schweiz (IFPI)               | Platin                                                                 | 30.000    |
| Spanien (Promusicae)         | 3× Platin                                                              | 120.000   |
| Vereinigte Staaten (RIAA)    | Platin                                                                 | 2.000.000 |
| Vereinigtes Königreich (BPI) | 2× Platin                                                              | 1.200.000 |
| Insgesamt                    | 1× Gold · 13× Platin ·                                                 | 3.560.000 |

Hauptartikel: Amy Winehouse/Auszeichnungen für Musikverkäufe

## Coverversionen
Das Lied wurde bereits einige Male gecovert. So spielten Girls Aloud und Seether den Song. Zebrahead spielten den Song auf Panty Raid. Justin Timberlake sang Rehab auf seiner Tour 2008.